# Сіммонс (Міссурі)
Сіммонс це громада в окрузі Техас, що в штаті Міссурі. Громада розташована на перехресті автошляху 63 і додаткового шляху Міссурі, приблизно в семи милях на південь від Г’юстона. Річка Біг-Пайні протікає повз східну сторону громади.

## Історія
Поштове відділення під назвою Сіммонс було засновано в 1892 році й працювало до 1958 року. Д. Л. Сіммонс, ранній поштмейстер, дав громаді своє прізвище.